# Security Intelligence Service
Pour les articles homonymes, voir SIS.
Le Security Intelligence Service (au long, New Zealand Security Intelligence Service : NZSIS pour le distinguer d’autres services, souvent abrégé SIS) est le service de renseignement intérieur néo-zélandais. Fondé en 1956, il s’occupe notamment de contre-espionnage et de contre-terrorisme. Il est chargé d’identifier les menaces susceptibles de menacer la sécurité du pays et sa souveraineté. Il effectue peu d’écoutes et d’interceptions, tâche dévolue au Government Communications Security Bureau (GCSB). Son budget est inférieur à ce dernier bien qu’il emploie davantage d’agents.

## Présentation
Son siège est situé à Wellington. Le NZSIS dispose également d’antennes à Auckland et Christchurch.
Son directeur général est Warren Tucker, nommé en 2006. De 1999 à cette date, il était à la tête du GCSB.
Le 3 janvier 2010, le NZSIS a reçu le pouvoir d'écouter tout trafic électronique transitant par la Nouvelle-Zélande.